# Vanča Kljaković
Vanča Kljaković (Split, 29 de març de 1930 – Vrnik al costat de Korčula 16 de setembre de 2010) va ser un actor, dramaturg i guionista croat, així com director de teatre, cinema i televisió.

## Biografia
Es va graduar a l'escola secundària clàssica a Split natal i en interpretació a l'Acadèmia de les Arts del Teatre de Belgrad, i després a l'Acadèmia d'Art Dramàtic de Zagreb, va estudiar i es va graduar en direcció a la classe de Branko Gavella. Kljaković va aparèixer en el teatre i la vida cinematogràfica croata a finals de la dècada de 1950, primer com a actor i guionista i després, a principis dels anys seixanta, com a director a l'aleshores Teatre Dramàtic de Zagreb (avui GDK Gavella).Va treballar al teatre "Gavella" fins al 1970, i després va treballar com a artista autònom. Des de 1996 fins a la seva jubilació, va treballar al Teatre Nacional de Croàcia de Split: després d'aquest compromís, es va convertir gairebé en el "director de la casa" del Teatre Juvenil de Split, on la seva dona, la dissenyadora de vestuari Vida Tućan, va ser una de les seves més fidels. col·laboradores. Durant els últims quinze anys, ha col·laborat amb èxit amb el Teatre de titelles de la ciutat de Split.
Vanča Kljaković va debutar com a director de cinema l'any 1965 amb la pel·lícula Duga ulica, la primera part de l'omnibus Ključ. Després van seguir les pel·lícules Jedanaesta zapovijed (1970.), Kužiš stari moj (1973.) i Usporeno kretanje (1979.). El 1987 va dirigir la pel·lícula Marjuča ili smrt i un any més tard Buža, potser la seva producció cinematogràfica més valuosa basada en la història i el guió del mateix nom de Živko Jeličić. El seu curtmetratge Hotelska Soba va rebre el premi al millor curtmetratge al IX Festival Internacional de Cinema Fantàstic i de Terror de 1976.
Kljaković també va ser un dramaturg prolífic: va escriure per a la ràdio, la televisió i el teatre. I mentre que als anys 60 tant al teatre com al cinema s'inclinava cap a l'alternativa i contemporània, sovint avantguardista, als anys 70 es va dedicar cada cop més al teatre popular. El repertori mediterrani i l'adaptació de comèdies i melodrames clàssics a la llengua xakaviana de Split dominaran la seva obra durant la resta de la seva vida.